# Laternula liautaudi
Laternula liautaudi is een tweekleppigensoort uit de familie van de Laternulidae. De wetenschappelijke naam van de soort is voor het eerst geldig gepubliceerd in 1844 door Mittre.